# ولي الرحمن محسود
ولي الرحمن محسود (1970  – 29 مايو 2013) قيادي في حركة طالبان باكستان، في جنوب وزيرستان. وهو المتحدث السابق باسم بيت الله محسود، الزعيم السابق لطالبان باكستان.

## نشأته
ينحدر ولي الرحمن من قبيلة محسود في جنوب وزيرستان، ولد في عام 1996، وأنهى دراسته في المدرسة الإسلامية الإسلامية في فيصل آباد وعاد إلى جنوب وزيرستان للتدريس في مدرسة في كاني غورام. انتمى إلى جميعية علماء الإسلام قبل انضمامه إلى طالبان باكستان عام 2004.
بعد وفاة بيت الله محسود في هجوم صاروخي أطلقته طائرة بدون طيار من طراز إم كيو-1 بريداتور، عقد مجلس شورى لاختيار خلفه لقيادة طالبان الباكستانية. وكان ولي الرحمن مُرشحًا لقيادة الحركة.
في 2 نوفمبر 2009 عرضت السلطات الباكستانية مكافأة قدرها 50 مليون روبية (600,000 دولار)، مقابل معلومات تؤدي إلى القبض عليه أو قتله، وعرضوا نفس المكافأة على معلومات مماثلة فيما يتعلق بحكيم الله محسود وقاري حسين ومكافآت أصغر مقابل 16 من مقاتلي طالبان. وفي 1 سبتمبر 2010 ، أضافته الولايات المتحدة وحكيم الله محسود إلى قائمتها الخاصة بالإرهابيين العالميين المطلوبين. وفي 26 أغسطس 2011 تم بث مقابلة معه على قناة العربية هدد فيها بـ «الانتقام» من الولايات المتحدة وحلف الناتو (وخاصة فرنسا وبريطانيا) بهجوم أكبر من 11 سبتمبر.

## وفاته
في 29 مايو 2013 قُتل ولي الرحمن في غارة جوية أمريكية بطائرة بدون طيار على مجمع في منطقة تشاشما في ميرانشاه، المدينة الرئيسية في منطقة وزيرستان الشمالية القبلية في شمال غرب باكستان بالقرب من الحدود مع أفغانستان. تم تأكيد وفاته من قبل المتحدث باسم حركة طالبان إحسان الله إحسان في 30 مايو 2013.